# ستين كونو
ستين كونو (بالنرويجية البوكمول: Sten Konow)‏ هو فقيه لغة وأستاذ جامعي نرويجي، ولد في 17 أبريل 1867 في Sør-Aurdal ‏ في النرويج، وتوفي في 29 يونيو 1948 في أوسلو في النرويج.